# Apold
Apold (Duits: Trapold) is een comună in het district Mureș, Transsylvanië, Roemenië. De gemeente is opgebouwd uit vier dorpen, namelijk:
- Apold
- Daia (Duits: Denndorf; Hongaars: Dálya)
- Şaeş (Duits: Schaas; Hongaars: Segesd)
- Vulcan

## Demografie
In 2002 telde het dorp nog 2.722 mensen. Er was een grote bevolkingsgroei waardoor er in 2007 al 3.084 inwoners waren.

## Galerij

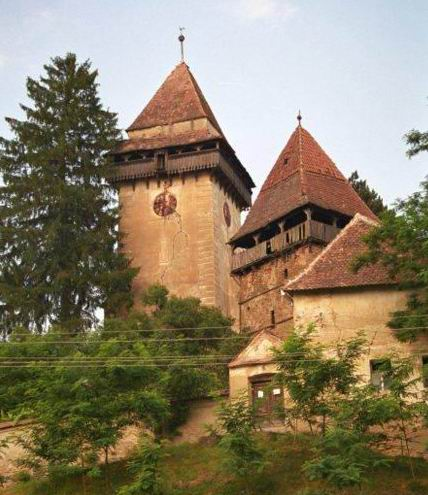
Kerk van Apold
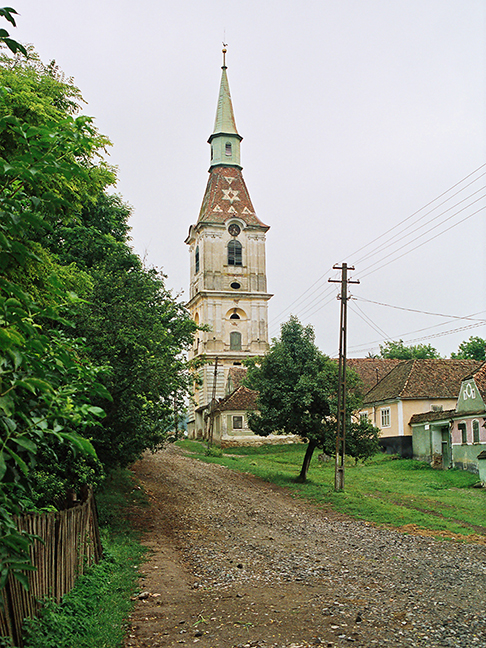
Kerk van Daia
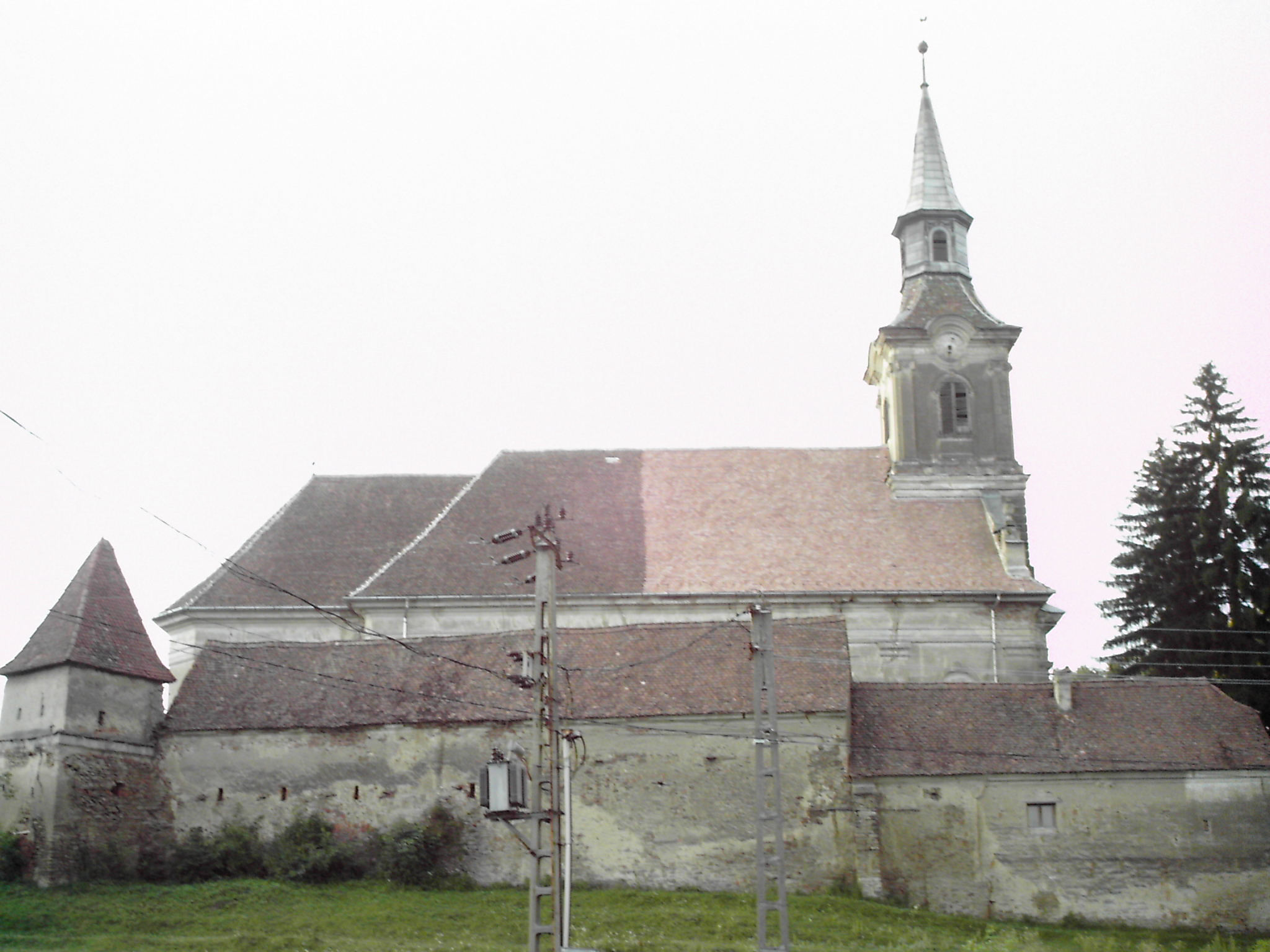
Versterkte Saksische kerk van Şaeş